# Reconnaissance d'utilité publique en France
Ne doit pas être confondu avec Déclaration d'utilité publique.
Pour les articles homonymes, voir RUP et Utilité publique.
La reconnaissance d'utilité publique, abrégé par le sigle RUP, est une procédure de droit français par laquelle l'État reconnaît qu'une association ou une fondation présente une utilité publique, ce qui lui permet de bénéficier d'avantages spécifiques et lui confère aussi une légitimité particulière.
La reconnaissance se fait à la suite de la demande de l'association ou de la fondation. La demande, qui doit être accompagnée des statuts, et pour les fondations, d'un bilan prévisionnel concernant les trois prochaines années d'activité, doit être faite auprès du ministère de l'Intérieur. Celui-ci fait procéder, s'il y a lieu, à l'instruction du dossier. Dans ce cas, la demande est transmise pour avis au Conseil d'État. Le cas échéant, la reconnaissance d'utilité publique se fait par décret en Conseil d'État.

## Reconnaissance d'utilité publique d'une association

### Cas général en France
Pour les associations, excepté en Alsace-Moselle, la RUP se fait selon la loi de 1901 relative au contrat d'association, titre II, article 10.
Les textes de loi ne définissent ni le contenu, ni les critères de l’utilité publique, à l'exception de la période probatoire de fonctionnement d'une durée au moins égale à trois ans. Toutefois, la pratique administrative a permis de dégager certains critères :
- Un but d’intérêt général, strictement distinct des intérêts particuliers de ses propres membres. Les activités de l'association doivent couvrir un des domaines suivants : philanthropique, social, sanitaire, éducatif, scientifique, culturel ou doivent concerner la qualité de la vie, l'environnement, la défense des sites et des monuments, la solidarité internationale ;
- Une influence et un rayonnement suffisant et dépassant, en tout état de cause, le cadre local ;
- Un nombre minimum d’adhérents (fixé à titre indicatif à 200) ;
- Une solidité financière tangible, qui se traduit notamment par un montant annuel minimum de ressources estimé à 46 000 euros, provenant essentiellement des ressources propres de l’association (cotisations, produits financiers, production de services, etc.), le montant des subventions publiques ne devant pas en principe excéder la moitié du total, afin de garantir son autonomie. Par ailleurs, les résultats des trois derniers exercices doivent être en principe positifs ;
- La tenue d'une comptabilité claire et précise ;
- Des statuts de l’association qui apportent des garanties quant à la cohérence des buts et des moyens de l’association, l’existence de règles permettant un fonctionnement démocratique et la transparence d’une gestion financière désintéressée (notamment en encadrant les cumuls de fonctions de dirigeant bénévole et de salarié) ;
- Une période probatoire de fonctionnement d’au moins trois ans après la déclaration initiale de l'association à la préfecture. Il s’agit d’un délai d’épreuve permettant de vérifier que l’association répond bien aux critères énumérés ci-dessus. Cette période n’est toutefois exceptionnellement pas exigée si les ressources prévisibles sur un délai de trois ans de l’association sont de nature à assurer son équilibre financier.

Près d'une dizaine d'associations sont reconnues d'utilité publique chaque année.
Au quatrième trimestre 2016, 1 892 associations étaient reconnues d'utilité publique. On utilise parfois pour elles le sigle ARUP.

### Cas particulier de l'Alsace-Moselle
Dans les trois départements du Bas-Rhin, du Haut-Rhin et de la Moselle, dans lesquels la loi de 1901 ne s'applique pas du fait du droit local en vigueur, une association loi de 1908 ne peut être reconnue d'utilité publique. En revanche, l'utilité publique de sa mission peut l'être.
Pour ce faire, l'association, qui doit avoir expressément opté pour un but non lucratif par ses statuts, et doit en outre se limiter au domaine philanthropique, éducatif, scientifique, social, familial ou culturel, doit transmettre sa demande au préfet du département concerné qui, après prise d'avis du tribunal administratif de Strasbourg et examen de ladite demande, arrêtera si adéquat cette utilité publique.
Le cas échéant, cette reconnaissance d'utilité publique sera rajoutée au registre du tribunal d'instance où l'association est inscrite, et publiée au Journal officiel de la République française.
Néanmoins et à titre d'exemples, à la différence des associations reconnues d'utilité publique, les associations locales ne peuvent pas bénéficier :
- du droit de se constituer partie civile dans certains cas ;
- de la mise à disposition de fonctionnaires territoriaux.

La procédure d'agrément introduite dans le droit local ne concerne en fait que les dégrèvements fiscaux (en 1988).

## Reconnaissance d'utilité publique d'une fondation
Pour les fondations, la RUP se fait selon la loi du 23 juillet 1987 relative aux fondations. Elle concerne les fondations dont la mission est d'intérêt général.
Ces fondations doivent de plus :
- être pérennes, ce qui signifie qu'elles doivent disposer au départ d'une dotation financière suffisante pour produire des revenus leur assurant cette pérennité (disposer d'au moins 750 000 €, voire un million dans la pratique) ;
- être dotées d'un conseil d'administration ou d'un conseil de surveillance avec un directoire.

Les statuts peuvent prévoir qu'un représentant de l'État siégera au conseil d'administration de la fondation. À défaut, un commissaire du gouvernement surveillera l'activité de celle-ci.
La procédure peut, selon les cas, prendre de quelques mois à quelque deux ans. Le dossier de demande doit faire ressortir les buts que poursuivent les fondateurs, l'originalité de la fondation, le caractère généreux et/ou d'intérêt général des objectifs, les moyens financiers à la disposition de l'institution sous forme d'une dotation initiale, les revenus dont elle disposera, etc.
Au quatrième trimestre 2016, 642 fondations étaient reconnues d'utilité publique. On utilise parfois pour elles le sigle FRUP.

## Financement
Pour être reconnue d'utilité publique, la Fondation doit rassembler une dotation initiale d'au moins 1,5 million € qui peut être attribuée en plusieurs fois sur une période maximum de 10 ans à partir de la date de publication au JOAFE. Les revenus de la dotation doivent permettre d'assurer le financement de l'objet social de la fondation.
Les ressources, biens ou droits cédés à la fondation constituent sa dotation initiale.
- Les biens peuvent être :
  - Des biens meubles (biens qui peuvent être déplacés) :
    - corporels (objets, mobilier ou marchandise par exemple) ;
    - ou incorporels (par exemple droits d'auteur, parts sociales).

  - Ou immeubles (biens ne pouvant pas être déplacés) ;
    - ou objets en faisant partie intégrante.
- Les droits peuvent être :
  - Des droits immobiliers ;
  - Des droits d’auteur ;
  - Des droits sociaux.
- Les ressources peuvent également être des fonds ou des versements accordés par les fondateurs. Les fondateurs cèdent leurs ressources, biens ou droits par donation ou par legs[9].